# Вальдивия (река)
Вальди́вия (исп. Río Valdivia) — короткая река у побережья Чили в XIV области Лос-Риос. Длина — 15 км. Площадь бассейна — 10275 км².
Исток находится в городе Вальдивия в месте слияния рек Калье-Калье и Кау-Кау к востоку от острова Теха. Остров Теха соединяется с берегом мостом Педро. Ниже по течению к югу от острова Теха в Вальдивию впадает Крусес. Некоторые считают, что именно слияние с рекой Крусес даёт начало Вальдивии.
Ниже по течению в Вальдивию впадают реки Эстансилья, Кутипай и Торнагалеонес. Далее Вальдивия впадает в тихоокеанский залив Корраль.
Река судоходна, хотя движение водного транспорта не отличается интенсивностью. Уровень воды в реке колеблется вместе с морскими приливами и отливами.
На реке проводятся тренировки по спортивной гребле.